# Fort Shawnee
Fort Shawnee è una comunità non incorporata degli Stati Uniti d'America, situato nello stato dell'Ohio, nella contea di Allen.